# Mileševo, Prijepolje
Mileševo (izvirno srbsko Милешево) je naselje v Srbiji, ki upravno spada pod Občino Prijepolje; slednja pa je del Zlatiborskega upravnega okraja.

## Demografija
V naselju živi 91 polnoletnih prebivalcev, pri čemer je njihova povprečna starost 39,1 let (37,1 pri moških in 40,8 pri ženskah). Naselje ima 43 gospodinjstev, pri čemer je povprečno število članov na gospodinjstvo 2,65.
To naselje je, glede na rezultate popisa iz leta 2002, večinoma srbsko.
|  |

| Demografija | Demografija     | Demografija     |
| Leto        | Št. prebivalcev | Št. prebivalcev |
| ----------- | --------------- | --------------- |
|             |                 |                 |
|             |                 |                 |
|             |                 |                 |
|             |                 |                 |
| 1948        | 220             |                 |
| 1953        | 276             |                 |
| 1961        | 246             |                 |
| 1971        | 165             |                 |
| 1981        | 138             |                 |
| 1991        | 109             | 109             |
| 2002        | 122             | 121             |
|             |                 |                 |

| Etnična sestava po popisu iz leta 2002 | Etnična sestava po popisu iz leta 2002 | Etnična sestava po popisu iz leta 2002 | Etnična sestava po popisu iz leta 2002 | Etnična sestava po popisu iz leta 2002 |
| -------------------------------------- | -------------------------------------- | -------------------------------------- | -------------------------------------- | -------------------------------------- |
| Srbi                                   | Srbi                                   |                                        | 106                                    | 87,60%                                 |
| Muslimani                              | Muslimani                              |                                        | 10                                     | 8,26%                                  |
| Črnogorci                              | Črnogorci                              |                                        | 5                                      | 4,13%                                  |
| Neznano                                | Neznano                                |                                        | 0                                      | 0,0%                                   |